# Kirche Powunden

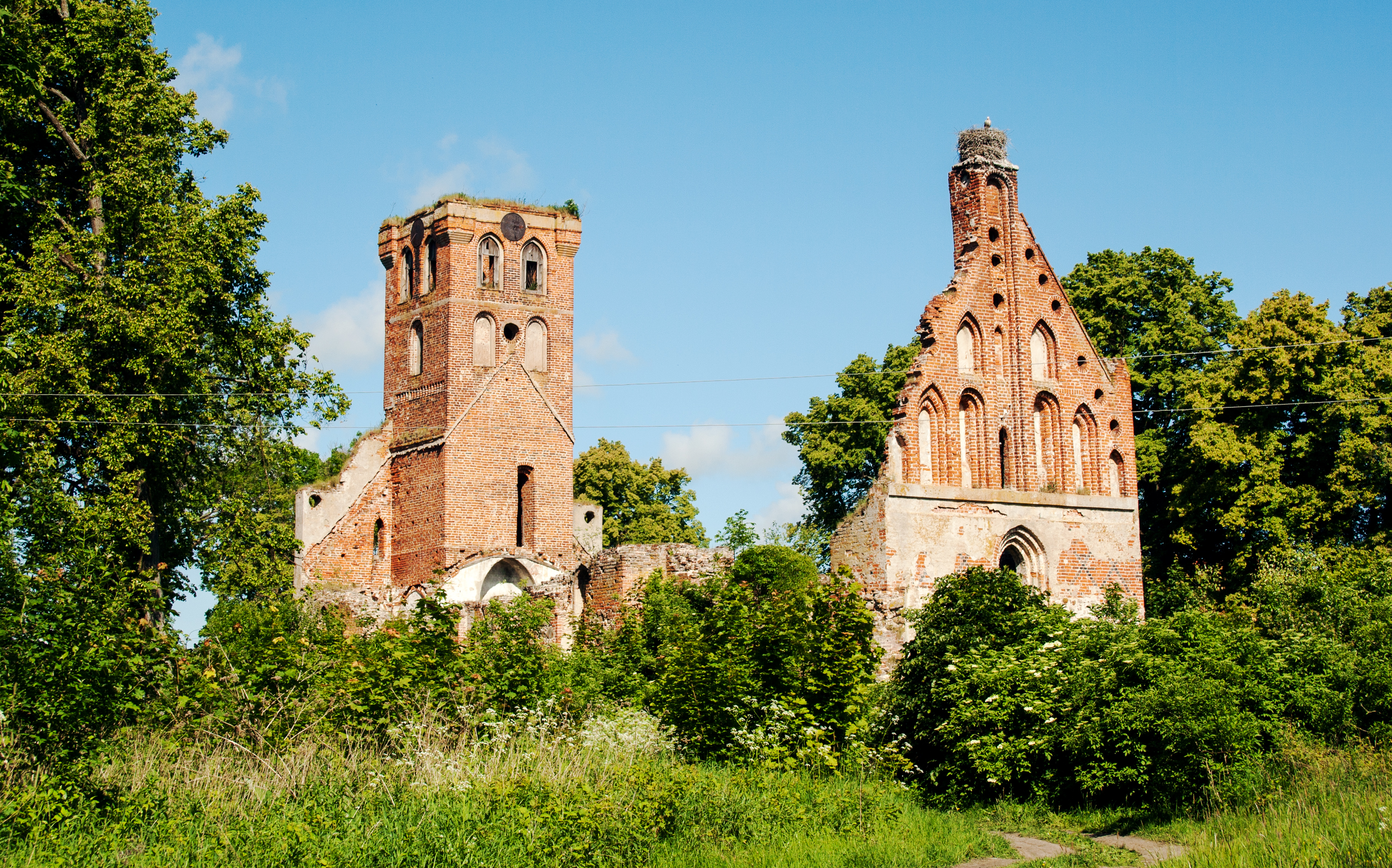
Ruine der Kirche Powunden (2009)

Powunden, nördlich von Königsberg und unweit des Kurischen Haffs, auf einer Landkarte von 1910

Dorfkirche Powunden, mit Westturm, auf einem Foto von ca. 1895

Dorfkirche Powunden, Ostansicht auf einem Foto von ca. 1895

Die Kirche Powunden (russisch Повунденская кирха Powundenskaja kircha) ist eine Ruine im heute Chrabrowo genannten Ort Powunden im nördlichen Ostpreußen. Das Gebäude aus Feld- und Ziegelsteinen stammt vom Anfang des 14. Jahrhunderts und war bekannt für seine Wandmalereien, deren Spuren an den heutigen Ruinenresten noch auszumachen sind.

## Geographische Lage
Chrabrowo (Powunden) gehört zum Rajon Gurjewsk (Kreis Neuhausen) in der russischen Oblast Kaliningrad (Gebiet Königsberg (Preußen)) und liegt 21 Kilometer nördlich Kaliningrads (Königsberg) und beherbergt den internationalen Flughafen der Rajonshauptstadt.
Das in vorreformatorischer Zeit „St. Barbarakirche“ genannte Bauwerk, von dem heute noch Ruinenreste zeugen, befindet sich am südlichen Ortseingang von Chrabrowo leicht zurückgesetzt an der westlichen Straßenseite.

## Kirchengebäude

### Baugeschichte/-beschreibung

#### Bis 1945
Die alte Pfarrkirche von Powunden war ein verputzter Feld- und Ziegelsteinbau mit geschlossenem Chor. Urkundlich wurde sie als ecclesia parochialis erstmals 1325 erwähnt.
Das Kirchenschiff mit gewölbter Decke wurde zwischen 1325 und 1350 errichtet, Ende des 14. Jahrhunderts kam der Chor hinzu, die Sakristei im Südwesten wurde im 15. Jahrhundert angefügt. Im Jahre 1924 legte man Reste von Wandmalereien aus der Zeit um 1370/80 frei, und 2006 entdeckte man unter dem Verputz die Spuren eines Bildes des Apostels Paulus aus eben jener Zeit.
Eine Grundinstandsetzung der Kirche erfolgte im Jahr 1691. Im Jahre 1843 baute man sie weiter aus und erhöhte 1862 den Turm.

#### Seit 1945

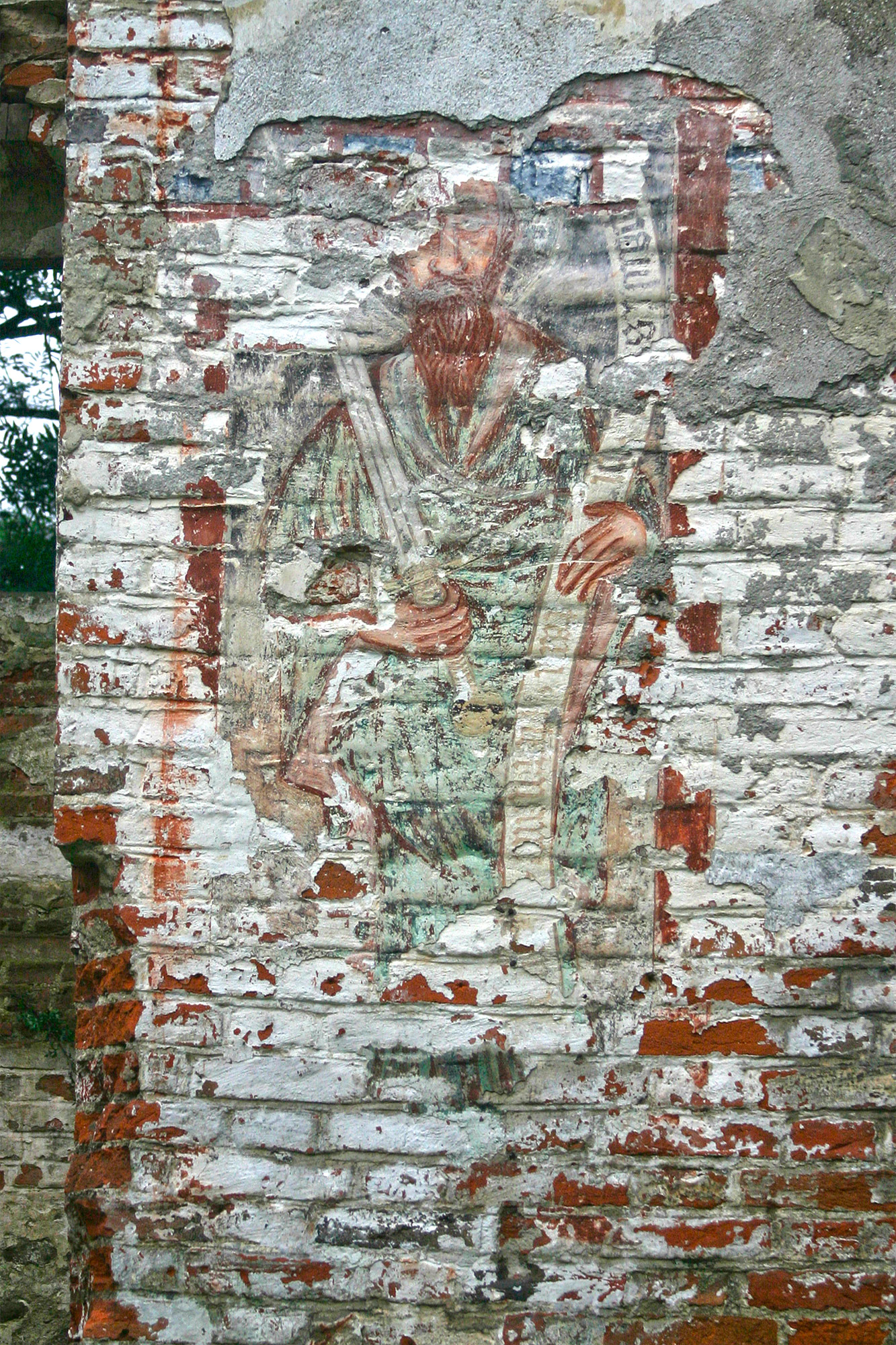
Wandmalerei Apostel Paulus (Aufnahme 2005)

Den Zweiten Weltkrieg überstand die Powunder Kirche nahezu unversehrt. In der sowjetischen Zeit wurde sie zweckentfremdet und zunächst als Clubgebäude genutzt. Später brannte sie aus, und ab den 1970er-Jahren nutzte man die Mauern als Steinbruch für Privathäuser von Militärangehörigen. Ein Unfall führte zum Verbot des weiteren Abbruchs seitens der Militäradministration, so dass eine noch stattliche Ruine der Kirche erhalten blieb. Dach und Gewölbe sind eingefallen, der Turm steht jetzt ohne Spitze bis zur Höhe des Dachansatzes. Der hohe siebenteilige Ostgiebel mit tiefen Rund- und Spitzbogenblenden in zwei Zonen ist erhalten. Vom Gewölbe des 14. Jahrhunderts blieben nur noch die Konsolen. In der letzten Zeit wurde die Kirchenruine von örtlichen Freiwilligen restauriert.

### Powunder Kirchenglocke
Die größere der beiden Powunder Kirchenglocken wurde 1727 in der Königsberger Glockengießerei Georgius Bernhardus Kinder in Königsberg gegossen. Im Zweiten Weltkrieg wurde sie abgeliefert, um für Munitionszwecke eingeschmolzen zu werden. Doch sie überlebte auf dem Hamburger Glockenfriedhof und wurde 1952 von der Evangelischen Kirchengemeinde im rheinland-pfälzischen Hüffelsheim, Landkreis Bad Kreuznach, erworben – als Ersatz für deren durch Bombentreffer zerstörten Glocke.
Angeregt durch den Erwerb der ostpreußischen Glocke übernahm die Kirchengemeinde am 6. Oktober 1985 die Patenschaft für das vormalige Kirchspiel Powunden. Die Gemeinde Hüffelsheim folgte am 1. September 1990 mit dem Eingehen einer Partnerschaft mit der russischen Kommune Chrabrowo.

## Kirchengemeinde

### Pfarrei
In vorreformatorischer Zeit war Powunden ein Kirchdorf, seit 1334 bestand hier eine Pfarrei. Die lutherische Reformation hielt relativ früh Einzug. Zunächst gehörte die Pfarrei zur Inspektion Fischhausen (russisch: Primorsk), danach bis 1945 zum Kirchenkreis Königsberg-Land II (nördlich des Pregel) innerhalb der Kirchenprovinz Ostpreußen der Evangelischen Kirche der altpreußischen Union.
Infolge von Flucht und Vertreibung am Ende des Zweiten Weltkrieges und aufgrund staatlichen Verbots kam das kirchliche Leben nach 1945 zum Erliegen. Erst in den 1990er Jahren entstanden in der Oblast Kaliningrad wieder evangelische Gemeinden, darunter die Chrabrowo am nächsten liegende in Marschalskoje (Gallgarben), eine Filialgemeinde der Auferstehungskirche in Kaliningrad (Königsberg), der Hauptkirche der Propstei Kaliningrad der Evangelisch-lutherischen Kirche Europäisches Russland (ELKER).

### Kirchspielorte (bis 1945)
Zum Powunder Kirchspiel gehörten bis 1945 neben Powunden folgende Orte:
| Name        | Russischer Name             |  | Name                      | Russischer Name                        |  | Name       | Russischer Name |
| ----------- | --------------------------- |  | ------------------------- | -------------------------------------- |  | ---------- | --------------- |
| Berbadien   |                             |  | Korreynen, mit Birkenberg | Dubrawa, später: Chrabrowo, Datschnoje |  | Schulstein | Wolnoje         |
| Bollgehnen  | Gorlowka                    |  | Lobitten                  | Lugowskoje                             |  | Steinitten | Nowoje          |
| Dorben      | Gussewo, später: Karjernoje |  | Neufitte                  |                                        |  | Stombeck   | Rybnoje         |
| Gunthenen   | Priwolnoje                  |  | Plöstwehnen               | Irkutskoje                             |  | Twergaiten | Nadeschdino     |
| Adlig Heyde |                             |  | Pomehnen                  | Karjernoje                             |  | Uggehnen   | Matrossowo      |
| Karmitten   | Otradnoje                   |  | Roppen                    | Schirokopolje                          |  | Willkeim   | Nowoselskoje    |
|             |                             |  | Schmiedehnen              | Kijewskoje                             |  |            |                 |

### Pfarrer (bis 1945)
Von der Reformation bis 1945 amtierten in Powunden als evangelische Geistliche:
| - NN., 1529 - NN., bis 1539 - Johann Brandt, 1537 - Ignatius Fínck, 1553 - Johann Kerstein, 1565 - Hieronymus Hermenau, 1579 - Matthäus Cörber, 1603–1614 - Friedrich Martini, ab 1614 - Christoph Campius, bis 1659 - Levin Holtzeigen, 1659–1662 - Christian Mann, 1662–1696 - Friedrich Hermann, 1690–1697 - Johann Lemcke, 1697–1718 - BartholomäusRuppenstein, 1718–1742 - Christian Werner, 1742–1749 | - Johann Gottlieb Sier, 1749–1769 - Heinrich Wilhelm Hein, 1769–1779 - Karl Friedrich Mitwede, 1779–1804 - Friedrich Wilhelm Glaeser, ab 1804 - Heinrich Christian Ziegler, 1835–1838 - Heinrich Hermann Gottfried Grämer, 1838–1840 - Georg Friedrich W. Ed. Weiß, ab 1840 - Eduard Heinrich Fridolin Horn, 1863–1889 - Walter Dieckmann, 1890–1895 - Gustav Wilhelm Louis Liedtke, 1893–1896 - Julius Wilhelm R. Kittlaus, 1896–1906 - Johann Emil Hoffmann, 1906–1913 - Oskar Waldemar E. Ristow, 1913–1931 - Hans Beckherrn, 1931–1940 - Emil Walther, 1940–1945 |